# Harpactea punica
Harpactea punica este o specie de păianjeni din genul Harpactea, familia Dysderidae, descrisă de Alicata, 1974. Conform Catalogue of Life specia Harpactea punica nu are subspecii cunoscute.